# Claudio Luiz Assuncao de Freitas
Claudio Luiz Assuncao de Freitas (sinh ngày 31 tháng 3 năm 1972) là một cầu thủ bóng đá người Brasil.

## Sự nghiệp câu lạc bộ
Claudio Luiz Assuncao de Freitas đã từng chơi cho Bellmare Hiratsuka và Cerezo Osaka.